# Podgorac (Boljevac)
Pour les articles homonymes, voir Podgorac.
Podgorac (en serbe cyrillique : Подгорац) est une localité de Serbie située dans la municipalité de Boljevac, district de Zaječar. Au recensement de 2011, elle comptait 1 899 habitants.
Podgorac est officiellement classé parmi les villages de Serbie.

## Démographie

### Évolution historique de la population
| 1948  | 1953  | 1961  | 1971  | 1981  | 1991  | 2002  | 2011  |
| ----- | ----- | ----- | ----- | ----- | ----- | ----- | ----- |
| 2 893 | 2 961 | 3 255 | 2 870 | 2 772 | 2 475 | 2 218 | 1 899 |

|  |